# Utik
Utik je gručasto naselje v Občini Vodice.
V vasi stoji poznogotska cerkev sv. Štefana. Sam kraj se prvič omenja 1178.